# Catalogue Abell des nébuleuses planétaires
Ne doit pas être confondu avec catalogue Abell.

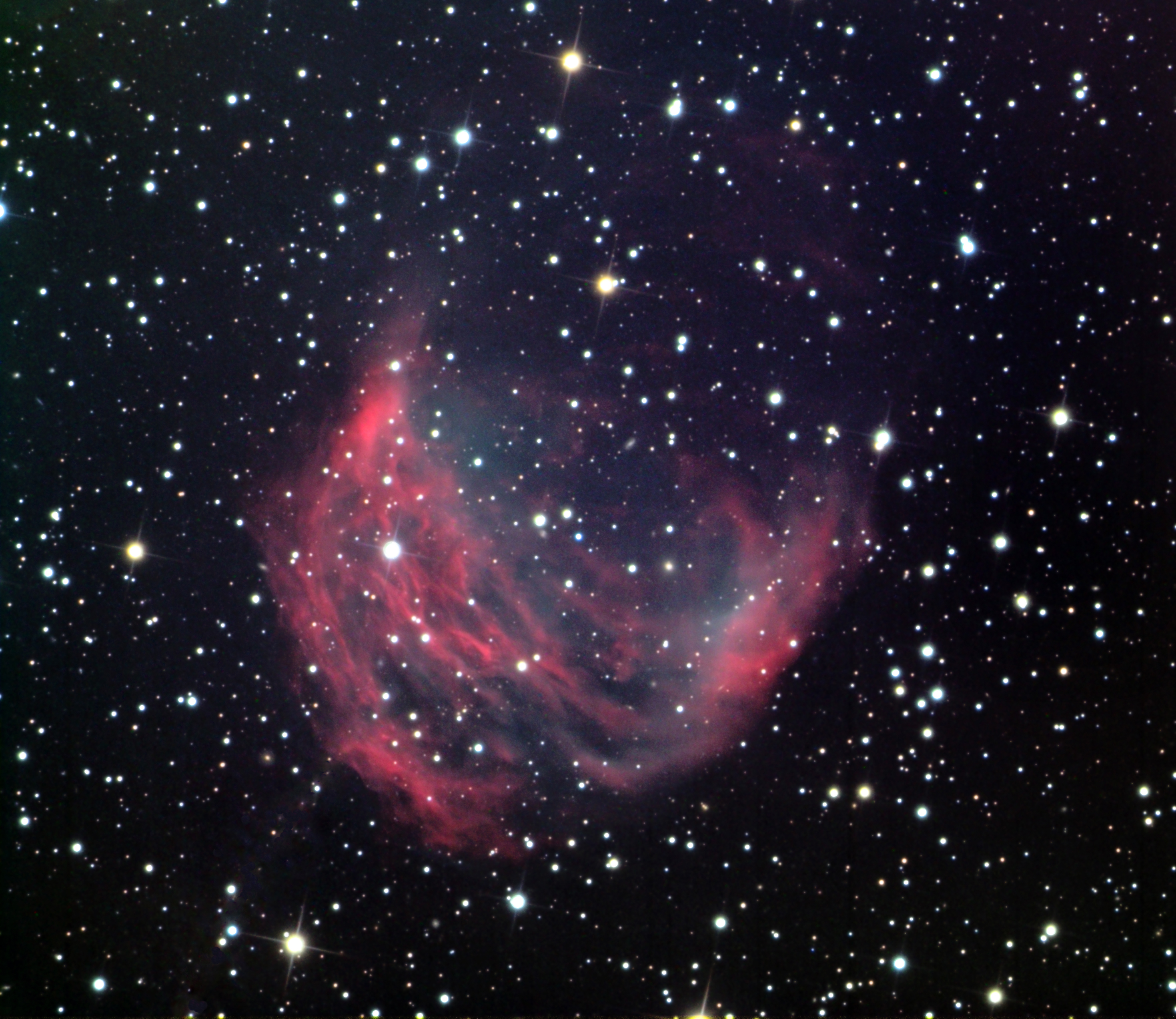
Nébuleuse de la Méduse, Abell 21 du catalogue Abell des nébuleuses planétaires.

Le catalogue Abell des nébuleuses planétaires (Abell Catalog of Planetary Nebulae) a été créé en 1966 par George Ogden Abell. Il comprend 86 entrées considérées comme étant des nébuleuses planétaires dont la moitié ont été réalisées par Albert George Wilson et l'autre par Abell, Robert George Harrington et Rudolph Minkowski. Tous les objets ont été découverts avant août 1955 dans le cadre du relevé astronomique National Geographic Society - Palomar Observatory Sky Survey réalisé à l'aide de plaques photographiques produites au télescope de 48 pouces (1,2192 m) Samuel Oschin du mont Palomar,.
Les nébuleuses planétaires du catalogue s'observent idéalement avec un télescope de bonne ouverture (18 pouces (0,4572 m)) et un filtre O III.

## Constitution
Quatre objets du catalogue ont été recensés par d'autres catalogues avant celui d'Abell : NGC 6742 (Abell 50), NGC 7076 (Abell 75), IC 972 (Abell 37) et IC 1454 (Abell 81). Quatre autres ont été par la suite écartés des nébuleuses planétaires : Abell 11 (nébuleuse par réflexion), Abell 32 (plaque défectueuse), Abell 76 (galaxie à anneau PGC 85185) et Abell 85 (rémanent de supernova CTB 1 soupçonné comme tel par Abell dans sa publication de 1966). Trois autres n'ont pas été intégrés au Strasbourg-ESO Catalogue of Galactic Planetary Nebulae (SEC) : Abell 9, Abell 17 (plaque défectueuse) et Abell 64. 

## Quelques objets du catalogue
- Abell 21
- Abell 33 (en)
- Abell 39